# جوليا سيلج (عالمة)
جوليا سيلج (مواليد 10 يونيو 1978) هي عالمة بيانات أمريكية ومهندسة برمجيات. قامت بتطوير أدوات للنمذجة الإحصائية في لغة برمجة آر، بما في ذلك حزمة (tidytext) لتحليل النصوص. تعمل سيلج حاليًا لدى آر ستوديو.

## التعليم والحياة العملية
درست سيلج الفيزياء في جامعة تكساس آند إم وتخرجت في عام 2000. حصلت على درجة الماجستير (2002) والدكتوراه (2005) في علم الفلك من جامعة تكساس في أوستن. عملت كأستاذ مساعد في جامعة نيو هافن وجامعة كوينيبياك من عام 2006 إلى 2008.[بحاجة لمصدر]
عملت سيلج كعالمة بيانات لعدة شركات، وأخيرًا ستاك أوفرفلو وآر ستوديو. في ستاك أوفرفلو، قامت بأبحاث حول شعبية لغات البرمجة المختلفة ومهارات المتخصصين التقنيين. كما بدأت العمل على (tidytext)، وهي حزمة آر لتحليل النصوص، مع زميلها ديفيد روبنسون. استند كتابهما "Text Mining with R: A Tidy Approach" (2017) على أمثلة لتحليل النصوص تتراوح بين روايات جين أوستن، وأغاني شهيرة، بيانات ناسا، وأرشيفات تويتر.
في فبراير 2017، حظيت سيلج بتغطية إعلامية عندما استخدمت ملاحظة ملصقة على توصيل البيتزا للاتصال بالسيناتور أورين هاتش للمعترضة على ترشيح بيتسي ديفوس لمنصب وزيرة التعليم، بعدما فشلت في الوصول إلى هاتش عبر الهاتف. تم نشر مشروعها الفردي لتحليل بيانات مراجعات الأفلام باستخدام آر في مجلة ريفيوز في مارس 2018. في سبتمبر 2018، صدرت سيلج وروبنسون كتابًا جديدًا يحمل عنوان "Text Mining with R: A Tidy Approach".

## الجوائز والتكريمات
تحصلت سيلج على العديد من الجوائز والتكريمات عن عملها في مجال علوم البيانات والبرمجة، ومن بينها جائزة ستافر للتميز في تحليل البيانات الضخمة عام 2017.